# Scleria carphiformis
Scleria carphiformis är en halvgräsart som beskrevs av Henry Nicholas Ridley. Scleria carphiformis ingår i släktet Scleria och familjen halvgräs. Inga underarter finns listade i Catalogue of Life.